# Oberamt Hechingen
Das Oberamt Hechingen war ein Verwaltungsbezirk im Süden des heutigen deutschen Bundeslandes Baden-Württemberg. Das hohenzollerische Oberamt gehörte bis 1850 zum Fürstentum Hohenzollern-Hechingen, anschließend bis zu seiner Auflösung 1925 als Teil der Hohenzollernschen Lande zu Preußen.

## Geschichte
Ende des 16. Jahrhunderts hatte das Stammland des Hauses Hohenzollern, die im Jahr 1623 gefürstete Grafschaft Zollern, seine endgültige Ausdehnung erreicht. Bei den Umwälzungen der napoleonischen Zeit behielt das Fürstentum Hohenzollern-Hechingen zwar seine Souveränität, erfuhr aber keine wesentlichen Gebietsvergrößerungen. Somit erwies sich eine Änderung des Verwaltungsaufbaus nicht als notwendig. Als untere Verwaltungs- und Justizbehörde fungierte die Hechinger Justizkanzlei, die bereits vor 1800 auch als Oberamt bezeichnet wurde. Sie war für das gesamte Fürstentum zuständig, außer für die christlichen Einwohner der Residenzstadt, die dem Stadtamt unterstellt waren. Als Folge der revolutionären Ereignisse des Jahres 1848 erhielt das Fürstentum eine neue Verfassung. Das Oberamtsgericht wurde als eigenständige Behörde errichtet, gleichzeitig das Stadtamt ins Oberamt eingegliedert. Nach 1850 bestand das Oberamt Hechingen als preußische Behörde weiter. Durch das Gesetz zur Vereinfachung der Verwaltung der Hohenzollernschen Lande vom 7. Oktober 1925 wurde es mit dem Oberamt Haigerloch und drei Gemeinden des Oberamts Gammertingen zum Landkreis Hechingen verschmolzen.

## Zugehörige Orte
Das Oberamt umfasste die folgenden Gemeinden:
| Nr. | Gemeinde               | Fläche (ha) 1885 | Einwohner 1885 | Einwohner 1925 | heutige Gemeinde |
| --- | ---------------------- | ---------------- | -------------- | -------------- | ---------------- |
| 1   | Hechingen, Stadt       | 1985             | 7400           | 9184           | Hechingen        |
| 2   | Bechtoldsweiler        | 277              | 259            | 229            | Hechingen        |
| 3   | Beuren                 | 357              | 186            | 173            | Hechingen        |
| 4   | Bisingen               | 1125             | 1288           | 1793           | Bisingen         |
| 5   | Boll                   | 1149             | 690            | 763            | Hechingen        |
| 6   | Burladingen            | 2636             | 1804           | 2048           | Burladingen      |
| 7   | Gauselfingen           | 923              | 595            | 614            | Burladingen      |
| 8   | Grosselfingen          | 1619             | 1226           | 1218           | Grosselfingen    |
| 9   | Hausen im Killertal    | 946              | 582            | 711            | Burladingen      |
| 10  | Hermannsdorf           | 355              | 100            | 80             | Burladingen      |
| 11  | Hörschwag              | 642              | 227            | 222            | Burladingen      |
| 12  | Jungingen              | 933              | 728            | 907            | Jungingen        |
| 13  | Killer                 | 368              | 448            | 489            | Burladingen      |
| 14  | Owingen                | 1220             | 965            | 863            | Haigerloch       |
| 15  | Rangendingen           | 1591             | 1389           | 1431           | Rangendingen     |
| 16  | Schlatt                | 677              | 538            | 631            | Hechingen        |
| 17  | Sickingen              | 215              | 321            | 301            | Hechingen        |
| 18  | Starzeln               | 688              | 357            | 407            | Burladingen      |
| 19  | Stein                  | 386              | 438            | 484            | Hechingen        |
| 20  | Steinhofen             | 415              | 564            | 636            | Bisingen         |
| 21  | Stetten bei Hechingen  | 611              | 626            | 934            | Hechingen        |
| 22  | Stetten unter Holstein | 1203             | 449            | 480            | Burladingen      |
| 23  | Thanheim               | 623              | 408            | 489            | Bisingen         |
| 24  | Weilheim               | 996              | 621            | 546            | Hechingen        |
| 25  | Wessingen              | 415              | 458            | 476            | Bisingen         |
| 26  | Wilflingen             | 572              | 589            | 639            | Wellendingen     |
| 27  | Zimmern                | 707              | 514            | 351            | Bisingen         |

## Amtsvorsteher
- 1834–1839: Josef Stehle
- 1839–1841: Friedrich Milden
- 1841–1848: Constantin Werner
- 1848–1849: Georg Baur (als Amtsverweser)
- 1849–1850: Kaspar Lorch
- 1850–1854: Thaddäus Bachmann (kommissarisch)
- 1854–1868: Wilhelm Freiherr Frank von Fürstenwerth
- 1868–1877: Gustav Adolf Freiherr Frank von Fürstenwerth
- 1877–1879: Wilhelm von Natzmer
- 1879–1881: Franz Leopold Gehle
- 1881–1883: Otto von Westhoven
- 1883–1884: Bernhard von Schenck
- 1884–1888: Axel Graf von Schwerin
- 1889–1891: Arnold Ludwig Freiherr Senfft von Pillsach
- 1891–1903: Philipp Longard
- 1903–1918: Karl von Schoenfeld
- 1918–1921: Paul Paehler
- 1921–1924: Paul Schaaff
- 1924–1925: Paul Schraermeyer (war anschließend bis 1945 Landrat)